# Carbrunneria pallescens
Carbrunneria pallescens är en kackerlacksart som först beskrevs av Johann Gottlieb Otto Tepper 1895.  Carbrunneria pallescens ingår i släktet Carbrunneria och familjen småkackerlackor. Inga underarter finns listade.